# Ромбінко
Ромбінко (пол. Rąbinko, нім. Klein Rambin) — село в Польщі, у гміні Ромбіно Свідвинського повіту Західнопоморського воєводства.
Населення — 127 осіб (2011).
У 1975-1998 роках село належало до Кошалінського воєводства.

## Демографія
Демографічна структура станом на 31 березня 2011 року:
|          | Загалом | Допрацездатний вік | Працездатний вік | Постпрацездатний вік |
| -------- | ------- | ------------------ | ---------------- | -------------------- |
| Чоловіки | 65      | 14                 | 43               | 8                    |
| Жінки    | 62      | 12                 | 35               | 15                   |
| Разом    | 127     | 26                 | 78               | 23                   |